# 鸳銮鼻铁线莲
鵝銮鼻铁线莲（学名：Clematis terniflora var. garanbiensis）为毛茛科铁线莲属下的一个变种。

## 扩展阅读
- 維基物種上的相關：鸳銮鼻铁线莲